# Застава М77 Б1
М77Б1 функционише по Калашњиков принципу, одликује је одличан систем брављења, који онемогућује опаљење прије него што дође до потпуног забрављивања.

## Карактеристике
Цијев је израђена методом хладног ковања. Ово оружје има добру ергономију и одлично је балансирана. Има благо трзање, малу тежину и врло је компактан. Скривач пламена распршује барутне гасове и смањује бљесак пламена чиме се маскира бљесак оружја. Регулатор паљбе има три положаја: јединачна, рафална и укочено. У највишем положају, блокира механизам за покретање, окидач и спречава пуцање оружја. Оружје је сигурно блокирано. Облоге цијеви и кундак су израшени од буковине. Тромблонски нишан улази у састав улази у састав комплета или је интегрални дио гасне коморе, а тромблонски наставак је саставни дио комплета оружја. Сво оружје калибра 7,62х51N имају исти капацитет од 20 метака. Нож, који се налази у комплету, ставља се на оружје врло лако. 40 мм бацач граната испоручује се са оружјем на захтјев купца.

## Корисници
Земље које користе ову пушку су:
- Кипар
- Мали